# Limenitis eulalia
Limenitis eulalia är en fjärilsart som beskrevs av Doubleday 1848. Limenitis eulalia ingår i släktet Limenitis och familjen praktfjärilar. Inga underarter finns listade i Catalogue of Life.